# Список екорегіонів Руанди
Нижче наводиться список  екорегіонів в  Руанді, згідно  Всесвітнього Фонду дикої природи (ВФД).

## Наземні екорегіони
по  основних типах середовищ існування

### Тропічні та субтропічні вологі широколисті ліси
- Низинні ліси ущелини Альбертина

### Тропічні і субтропічні луки, савани і чагарники
- Прибережні ліси басейну Вікторії

### Гірські луки і чагарники
- Гірські ліси Рувензорі і Вірунга

## Прісноводні екорегіони
по біорегіону

### Великі Африканські озера
- Басейн озера Вікторія